# CLUB SURFBOUND
『CLUB SURFBOUND』（クラブ・サーフバウンド）は、浜田省吾の2枚目のミニ・アルバム（レコードとカセットテープのみ）、7曲入り。1987年6月28日にCDのみで同時発売されたコンピレーション・アルバム『CLUB SURF&SNOWBOUND』は、『CLUB SURFBOUND』とウィンターソングで構成されたミニ・アルバム『CLUB SNOWBOUND』をカップリング収録したもの。

## 制作
サマーソングで構成されたコンセプト・アルバムで、当時のバックバンドだったTHE FUSEのメンバーが1曲ずつ作曲を手掛け作詞を浜田が手掛けている。
浜田が愛聴しているビーチ・ボーイズを意識したサーフ・ミュージックばかりで構成されている。収録曲の歌詞の中にもビーチ・ボーイズの楽曲名などが数多く登場する。

## リリース
1987年6月28日にCBS・ソニーからLPとCTの2形態で、CDのみのコンピレーション・アルバム『CLUB SURF&SNOWBOUND』と同時リリースされた。

## チャート成績
前作『J.BOY』に続いて、返り咲きを含めオリコンで通算2週の1位を獲得した。

## 収録曲
LP（20AH2194）：SIDE A 1-4 / SIDE B 5-7

カセットテープ（20KH2214）：BOTH SIDES
1. 二人の夏  (Two Of Us In Summer)
（作詞・作曲：浜田省吾、編曲：町支寛二、ストリングス編曲：水谷公生）
  - 21stシングル表題曲。
2. GEAR UP 409
（作詞：浜田省吾、作曲・編曲：町支寛二）
  - 町支寛二が作曲とリード・ヴォーカルを担当。町支を主人公に描かれており、プロポーズする場面が歌われている。
3. LITTLE SURFER GIRL
（作詞・作曲：浜田省吾、編曲：町支寛二）
  - 21stシングル「二人の夏」のB面曲。
  - 浜田が「5本の指に入るくらい好きな楽曲」というポップ・ナンバー。
4. 曳航 (Take In Tow)
（作詞：浜田省吾、作曲・編曲：梁邦彦）
5. プールサイド  (At The Poolside)
（作詞：浜田省吾、作曲・編曲：江澤宏明）
6. HOT SUMMER NIGHT
（作詞：浜田省吾、作曲・編曲：古村敏比古）
7. HARBOR LIGHTS
（作詞：浜田省吾、作曲・編曲：板倉雅一）
  - 仮タイトルは「Itakura Ballad」。

## 参加ミュージシャン
| THE FUSE - Drums：高橋伸之 - Bass：江澤宏明 - Keyboards：梁邦彦, 板倉雅一 - Saxophones：古村敏比古 - Guitars：町支寛二 | ADDITIONAL MUSICIANS - Synthesizer & Synthesizer Programming：福田裕彦 - Percussion：Pecker - Guitars：織田哲郎, 土方隆行 - Piccolo Trumpet：小林正弘 - Synthesizer Programming：梅原篤 & 中山信彦 - Strings Arrangement：水谷公生 - Strings：友田 Group |